# Rumtek
Rumtek is een Tibetaans klooster op 24 kilometer van Gangtok in Sikkim, India en is het grootste en belangrijkste klooster van Sikkim. Het klooster behoort tot de Tibetaans boeddhistische kagyüorde en is een replica van het originele hoofdkwartier van de Kagyüpa in Tsurpu in Tibet, niet ver van Lhasa.
Het Rumtekklooster is het hoofdverblijf van de gevluchte karmapa die op dit moment in India leeft. Een grote troon staat in de tempel in afwachting van zijn komst. Er bevindt zich ook een gouden stupa met de as van de 16e karmapa.